# Nemes Dezső
Nemes Dezső (Lőcse, 1908. szeptember 6. – Budapest, 1985. március 30.) Kossuth- és állami díjas történész, újságíró-lapszerkesztő, politikus, párttitkár, a Szikra Könyvkiadó igazgatója (1953–1956), az MSZMP KB Párttörténeti Intézetének főigazgatója, a Magyar Tudományos Akadémia tagja (levelező 1958, rendes 1964). Eredeti foglalkozását tekintve kárpitos.

## Életútja
Édesapja Nemes Adolf vámügyi alkalmazott, édesanyja Neufeld Terézia volt. 1919-ben szüleit elvesztette, ekkor Budapesten élő nagybátyjához került. 1922-ben kárpitosinasként kezdett dolgozni Bakonyi Jenő cégénél. 1926 elején szerzett kárpitos segédlevelet, belépett a famunkások szövetségébe, ahol bizalmivá választották meg, majd ősszel az illegálisan működő Kommunisták Magyarországi Pártjának is tagja lett. Hamarosan azonban elbocsátották, 1927-ben az újpesti téglagyárba került, ahol mint csillés dolgozott, ám munka közben megsérült, így egy ideig munkaképtelenné vált. 1927 második felében részt vett a Kommunista Ifjúmunkások Magyarországi Szövetsége újjászervezésében, 1928-ban pedig a Központi Bizottság titkára lett. Illegális politikai tevékenysége miatt 1928 augusztusában lefogták, 1930-ban három év szabadságvesztésre ítélték, ám a vizsgálati fogságban töltött időt utóbb beszámították, így 1931-ben szabadult, minekutána a Szovjetunióba utazott. 1931 szeptemberétől és 1933 között Moszkvában, a nemzetközi Lenin iskolában tanult. 1933 közepén tért vissza hazájába, illegálisan, s a KMP budapesti bizottságának titkáraként, a Központi Bizottság tagjaként működött Budapesten. 1936-ban visszautazott a Szovjetunióba, ahol három évig bútorgyári kárpitosként majd technikai ellenőrként dolgozott. Emigrációjában a frakcióharcokkal nem foglalkozott, így párttagsági jogait három évre felfüggesztették, csak 1939-ben nyerte vissza azokat. Letette az érettségit, és 1939-től 1943-ig a Lomonoszov Egyetemen tanult történelmet. Időközben, a Barbarossa-hadművelet megindulása után a Kommunista Internacionálé munkatársa lett, az baskíriai Ufába áttelepített apparátust is követte, és a Komintern-iskola magyar csoportjának oktatója lett. A Komintern feloszlatása után (1943) két éven át politikai agitációs munkát végzett magyar hadifogolytáborokban és a krasznogorszki hadifogoly-iskolában, ezen utóbbinak egy ideig igazgatója is volt. 1943-ban fejezte be felsőfokú tanulmányait, a binszki főiskolán. 1945-ben néhány hónapig szerkesztette az Igaz Szó című hadifogolyújságot. Még ebben az évben hazatért Magyarországra.
1945 és 1948 között a Szakszervezetek Országos Tanácsa titkáraként tevékenykedett, majd részt vett a Tartós békéért, népi demokráciáért! című folyóirat szerkesztésében. 1950 és 1953 között a Népművelési Minisztérium főosztályvezetője, 1953-tól 1956-ig a Szikra Könyvkiadó, 1956-ban a Pártfőiskola igazgatója volt. 1956-ban, a szovjet csapatok bevonulását követően csatlakozott a Kádár-féle új vezetéshez. Kezdetben a pártközpontban működött, 1957 és 1961 között pedig a Népszabadság szerkesztőbizottságát vezette. 1957. június 29-től az MSZMP KB póttagja, 1959. december 5-től rendes tagja, egészen 1980. március 27-ig. 1961. szeptember 19. és 1965. június 25. között a Központi Bizottság titkáraként működött, felügyelte a KB Külügyi Osztálya mellett a Központi Ellenőrző Bizottságot, a Párttörténeti Intézetet, a Társadalmi Szemle szerkesztőségét, a baranyai, somogyi, tolnai és zalai pártbizottságokat, 1962 őszétől pedig az az évben felállított Kegyeleti Bizottságot. Még 1960 elején lett tagja a KB Agitációs és Propaganda Bizottságának. 1966. december 5-ig a Párttörténeti Intézet főigazgatói posztját töltötte be. Ezután 1975-ig az MSZMP Politikai Főiskola igazgatója, majd 1977. április 13-ig rektora volt. 1977-ben ismét kinevezték a Népszabadság főszerkesztőjévé, 1980 májusában pedig a Párttörténeti Intézet igazgatójává, miután a márciusi (XII.) pártkongresszuson kimaradt a Politikai Bizottságból. 1983 júliusában nyugdíjba vonult.

## Munkássága
Történészként a hazai és a nemzetközi munkásmozgalom történetét, Magyarország két világháború közötti történetének problémáit vizsgálta. Részt vett az 1956-os forradalom után megjelent propagandasorozat, a Fehér könyvek szerkesztésében. A pártvezetésben mindvégig a „keményvonalas” ideológiát képviselte; az 1970-es években elutasította a nyugat-európai kommunista pártok magántulajdont, piacgazdaságot és pluralista demokráciát elfogadó álláspontját.

## Díjai, elismerései
1958-ban a Magyar Tudományos Akadémia levelező, 1964-ben rendes tagjává választotta. 1982-ben a Szovjetunió Tudományos Akadémiájának külső tagja lett. 1946-ban megkapta a Magyar Szabadság érdemrend ezüst fokozatát, 1948-ban a Magyar Köztársasági Érdemrend negyedik fokozatát, 1954-ben a Munka Érdemrendet. Ugyanebben az évben Kossuth-díjban részesült „Az Általános Munkásegylet története című munkájáért, valamint Az ellenforradalom hatalomrajutása és rémuralma Magyarországon című dokumentumkötet bevezető tanulmányáért”. 1957-ben Munkás-paraszt Hatalomért emlékéremben, 1967-ben Szocialista Hazáért érdemrendben részesült. 1968-ban a Munka Vörös Zászló Érdemrendjével, 1970-ben Felszabadulási Jubileumi Emlékéremmel jutalmazták. 1975-ben megkapta az Állami Díj első fokozatát „a legújabb kori magyar történelem kutatása terén kifejtett tudományos munkásságáért, a hazai marxista történettudomány fejlesztésében elért eredményeiért”. 1978-ban a Magyar Népköztársaság Érdemrendjével, 1983-ban a Magyar Népköztársaság Rubinokkal Ékesített Zászlórendjével tüntették ki.

## Emlékezete
A Magyar életrajzi lexikon szerint „károsan befolyásolta az 1956 utáni magyar történetírást”, Markó László is hangsúlyozza „meglehetősen szektás szellemiségét”. Gunst Péter a magyar történetírás történetéről készített összegzése a „leegyszerűsített, primitív vulgármaterializmus” egyik meghonosítójaként említi Andics Erzsébet, Mód Aladár és mások társaságában.

## Főbb művei
- A szakszervezeti mozgalom; MKP, Bp., 1946 (Szemináriumi füzetek)
- A szakszervezetek feladatai; Szakszervezeti Tanács–Munka, Bp., 1947 (A Szakszervezeti Tanács alapfokú szemináriuma)
- Nemzetközi munkásmozgalom. 1-2. rész; Szikra, Bp., 1947 (Munka és tudás könyvtára)
- A Szakszervezeti Világszövetség működése. Beszámoló a Szakszervezeti Világszövetség főtanácsának 1. ülésszakáról. Prága, 1947. VI. 7-14.; Szakszervezeti Tanács., Bp., 1947 (A munka könyvtára)
- A községi tanácsok népművelési feladatai; Jogi, Bp., 1952
- Az Általános Munkásegylet története 1868–1873 (Budapest, 1952)
- Az ellenforradalom hatalomrajutása és rémuralma Magyarországon 1919-1921; szerk., bev. Nemes Dezső; Szikra, Bp., 1953 (Iratok az ellenforradalom történetéhez)
- A Kommunisták Magyarországi Pártjának harca 1919 augusztusától 1929 őszéig; Szikra, Bp., 1954 (Az MDP Pártfőiskolája Magyar Párttörténeti Tanszék)
- A Szovjetunió iránti szeretet és bizalom a magyar nép tömegeiben. 1919-1945; Szikra, Bp., 1954 (Magyar Történészkongresszus, 1953. június 6-13. előadásaiból)
- A hazafiság kérdése és a jobboldali jelenségek; Szikra, Bp., 1955
- Magyarország felszabadulása; Szikra, Bp., 1955
- Fehér könyvek I-IV. - a Minisztertanács Tájékoztatási Hivatala adta ki négy kötetben Ellenforradalmi erők a magyar októberi eseményekben címmel. Az első kötet 1956 novemberében jelent meg, a kiadásáról szóló MSZMP-határozat nem maradt fenn. A szerkesztőbizottság tagjai: Betlen Oszkár, Darvasi István, Fellegi Tamás, Lovas Márton, Nemes Dezső, Nemes János, Orbán László, Szirmai István.
- A magyarországi revizionizmus kifejlődése, mint az ellenforradalom eszmei előkészítésének szerves része; Akadémiai, Bp., 1958
- A Magyar Tanácsköztársaság történelmi jelentősége; Akadémiai, Bp., 1959
- A népi Magyarország 15 éves fejlődése (Budapest, 1960, 1961)
- Magyarország felszabadulása Magyarország fejlődése a felszabadulás után; 2., jav. kiad.; Kossuth, Bp., 1960
- A kommunizmus építésének elvi kérdései; Kossuth, Bp., 1962 (Az MSZMP Központi Bizottsága politikai akadémiája)
- Az ellenforradalom története Magyarországon 1919–1921 (Budapest, 1962)
- A Bethlen-kormány külpolitikája 1927-1931-ben. Az aktív külpolitika kifejlődése és kudarca; Kossuth, Bp., 1964
- A nemzetközi kommunista mozgalom időszerű kérdései; Kossuth, Bp., 1964 (Az MSZMP Központi Bizottsága politikai akadémiája)
- A nemzetközi helyzet és a kommunista világmozgalom; Kossuth, Bp., 1965 (Az MSZMP Központi Bizottsága politikai akadémiája)
- A szocialista demokrácia fejlődése Magyarországon; Vasas soksz., Bp., 1965
- A magyar forradalmi munkásmozgalom története, 1-3.; szerk. biz. vez. Nemes Dezső; Kossuth, Bp., 1966-1970
- A lenini eszmék ereje (Budapest, 1970)
- A magyar munkásmozgalom történetéhez. Tények, viták, tanulságok (Budapest, 1974)
- A fasizmus kérdéséhez; Magvető, Bp., 1976 (Gyorsuló idő)
- Észrevételek Borsányi György: Kun Béla politikai életrajza c. munkájához; Athenaeum Ny., Bp., 1979
- Forradalmak és Tanácsköztársaság Magyarországon. 1918–1919 (Budapest, 1979)
- A biatorbágyi merénylet és ami mögötte van… (Budapest, 1981)
- Az 1919. januári politikai válság Magyarországon és a munkáspártok; Kossuth Kiadó soksz., Bp., 1983
- Kun Béla és a Tanácsköztársaság; Kossuth Kiadó soksz., Bp., 1984
- Kun Béla Tanácsköztársaság utáni tevékenységéről; Kossuth Kiadó soksz., Bp., 1984
- Kun Béla politikai életútjáról (Budapest, 1985)
- Történelem és jelenkor Az MSZMP és az SZKP nemzetközi együttműködése; főszerk. Huszár István, Nemes Dezső, A. G. Jegorov, bev. V. G. Kolicsev et al.; Kossuth, Bp., 1989

### Cikkek
- Nemes Dezső, 1908–1985. Népszabadság (Népszabadság, 1985. ápr. 2.)
- Siklós András: Nemes Dezső (Századok, 1987. 1. sz.)

### Levéltári anyagok (Budapest Főváros Levéltára)
- HU BFL - VII.5.c - 26779 - 1932
- HU BFL - VII.5.c - 10404 - 1930
- HU BFL - VII.5.c - 2995 - 1929
- HU BFL - VII.5.c - 15580 - 1926